# Кокожин
Кокожин (пол. Kokorzyn, нім. Hildingen) — село в Польщі, у гміні Косцян Косцянського повіту Великопольського воєводства.
Населення — 988 осіб (2011).
У 1975-1998 роках село належало до Лешненського воєводства.

## Демографія
Демографічна структура станом на 31 березня 2011 року:
|          | Загалом | Допрацездатний вік | Працездатний вік | Постпрацездатний вік |
| -------- | ------- | ------------------ | ---------------- | -------------------- |
| Чоловіки | 494     | 127                | 331              | 36                   |
| Жінки    | 494     | 111                | 294              | 89                   |
| Разом    | 988     | 238                | 625              | 125                  |